# Hevajra

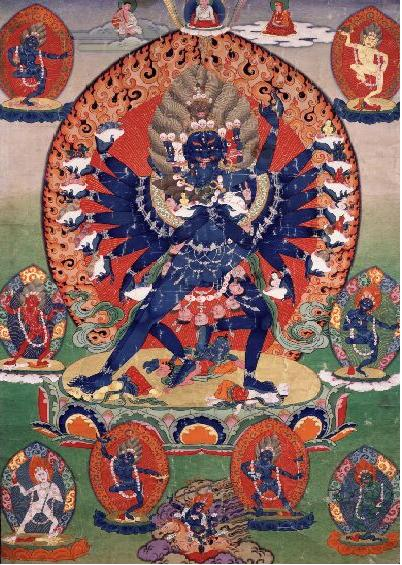
Tibetansk målning föreställande Hevajra

Hevajra är en yidam (meditationsgud) inom vajrayanabuddhismen, som från 700-talet och framåt haft mycket stor betydelse för vajrayana.
En buddhistisk tantrisk skrift som talar om Hevajra är Hevajratantra. Denna skrift innehåller ett flertal predikningar från Shakyamuni till hans lärjunge Vajragarbha. Texten översattes till tibetanska av Drogmi, som levde mellan år 993 och 1074. I Tibet blev denna skrift i synnerhet viktig för inriktningen Sakya, men skriften är även viktig för andra tibetanska buddhistiska inriktningar.